# Chuck Taylor
Chuck Taylor est un joueur de basket-ball américain, né le 24 juin 1901 à Brown County dans l'Indiana et mort le 23 juin 1969 à Port Charlotte en Floride. Il a joué dans diverses équipes de basket-ball mais c'est en tant que vendeur pour la marque Converse qu'il se fait connaître.

## Biographie
Il a passé une grande partie de sa vie à promouvoir et à vendre des chaussures à travers les États-Unis. Il a par ailleurs suggéré des améliorations techniques qui ont abouti au  design actuel quasi inchangé de la chaussure Converse.
Devenu un emblème pour la marque Converse, il prête son nom aux Chuck Taylor All-Stars, des chaussures de basket-ball.
Abraham Aamidor, dans sa biographie Chuck Taylor, All Star, écrit :« Lui et Converse ont souvent prétendu qu'il avait fait partie de deux des grandes équipes de l'époque. C'était faux, mais cela aidait à vendre des chaussures. »
Chuck Taylor est mort d'un infarctus du myocarde.
Le rappeur The Game est surnommé Chuck Taylor en référence aux chaussures qu'il porte très souvent, son nom de famille étant également Taylor.